# Cosmopepla
Genre
Cosmopepla est un genre d'insectes hétéroptères (punaises) appartenant à la famille des Pentatomidae.

## Espèces rencontrées en Amérique du Nord
- Cosmopepla binotata Distant, 1889
- Cosmopepla conspicillaris (Dallas, 1851)
- Cosmopepla decorata (Hahn, 1834)
- Cosmopepla intergressus (Uhler, 1893)
- Cosmopepla lintneriana (Kirkaldy, 1909)
- Cosmopepla uhleri Montandon, 1893